# Passport Scotch
Passport Scotch é uma marca de uísque escocês fundado em 1965, na região de Speyside, pertencente hoje ao grupo Pernod Ricard, sendo composto por um teor alcoólico de 40%. Os países que mais consomem este uísque além da Escócia, são Brasil, Angola, México,
Espanha, Portugal e Estados Unidos.